# Aeroportul Lanyu
Aeroportul Lanyu (IATA: KYD, ICAO: RCLY) este un aeroport din 蘭嶼鄉⁠(d), 臺東縣⁠(d), 臺灣省⁠(d), Taiwan ce deservește zona Futud⁠(d). Aeroportul a fost tranzitat în decembrie 2020 de 867 de pasageri. A fost numit după zona deservită.
Situat la o altitudine de 13 m, aeroportul dispune de 1 pistă. Este operat de Civil Aeronautics Administration⁠(d).

## Infrastructură

### Piste
Aeroportul dispune de o singură pistă. Pista 13/31 are suprafața de beton și dimensiunile 1.132 m × 24 m. 